# Trowbridge & Livingston

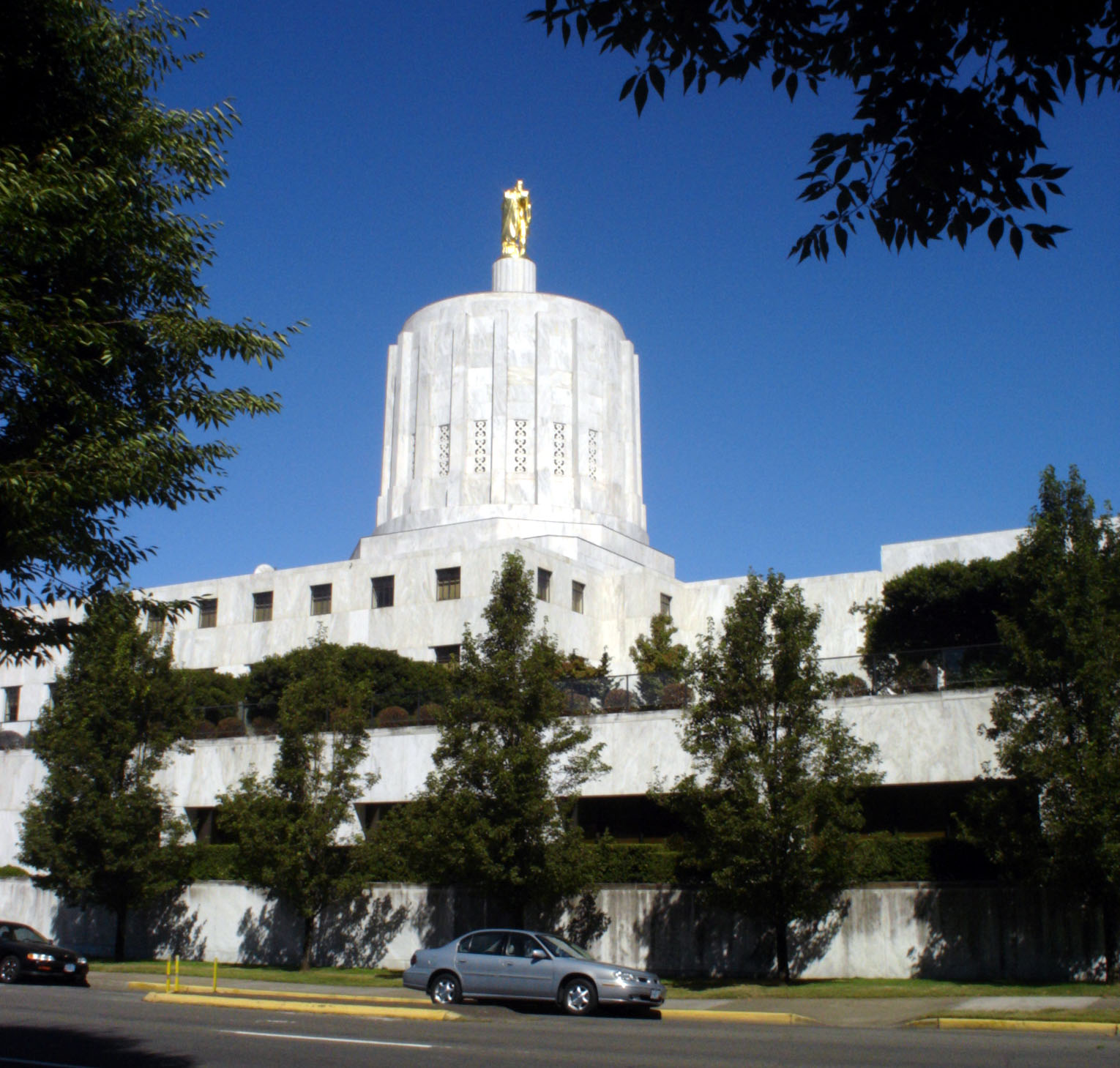
Capitolio del estado de Oregón

Trowbridge & Livingston fue un estudio de arquitectura con sede en la ciudad de Nueva York a principios del siglo XX. Los socios de la firma eran Samuel Beck Parkman Trowbridge y Goodhue Livingston. Fundada en 1894 como Trowbridge, Livingston & Colt, la empresa se hizo conocida por sus edificios comerciales, públicos e institucionales, muchos de ellos de estilo Beaux Arts o neoclásico, incluido el B. Altman and Company Building (1905), el Edificio J. P. Morgan & Co. (1913) y el Capitolio del Estado de Oregón (1938). A menudo encargado por clientes adinerados, gran parte del trabajo de la empresa se construyó en los vecindarios Upper East Side y Financial District de Nueva York.

## Biografías de los socios
Trowbridge nació en 1925. Fue el cuarto de los ocho hijos de William Petit Trowbridge y Lucy Parkman Trowbridge. Su padre era un ingeniero militar que supervisó la construcción de Fort Totten Battery y las reparaciones de Fort Schuyler durante la Guerra de Secesión. Después de la guerra, se convirtió en profesor de ingeniería mecánica en la Escuela Científica Sheffield de Yale en 1871, luego en la Escuela de Minas de Columbia en 1877. El joven Trowbridge estudió en el Trinity College en Hartford, en el estado de Connecticut. Al graduarse en 1883, asistió a la Universidad de Columbia y luego estudió en el extranjero en la Escuela Americana de Estudios Clásicos de Atenas y en la École des Beaux-Arts de París. A su regreso a Nueva York, ingresó a la oficina de George B. Post. Trowbridge trabajó en la empresa durante más de 30 años, hasta su muerte en 1925.
Goodhue Livingston nació en 1867. De una distinguida familia de la Nueva York colonial, recibió sus títulos universitarios y de posgrado de la Universidad de Columbia durante el mismo período que Trowbridge estuvo en la escuela. Murió en 1951.

## Actividad de la empresa

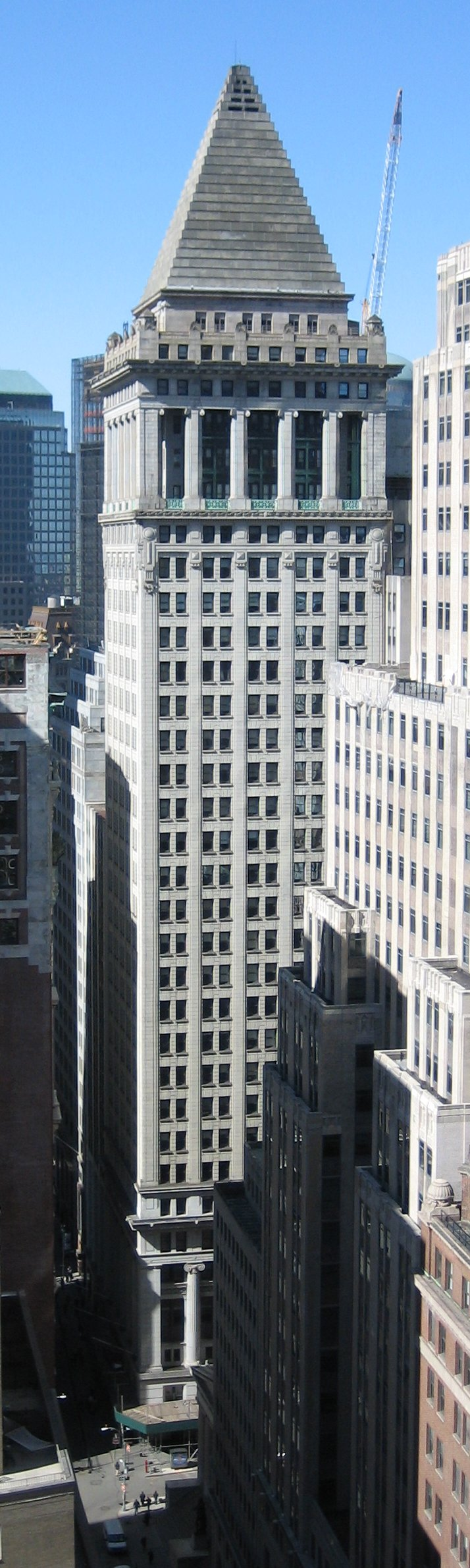
14 Wall Street, Nueva York

En 1894, Trowbridge, Livingston y Stockton B. Colt formaron una sociedad que duró hasta 1897 cuando Colt se fue, y la empresa se convirtió en Trowbridge & Livingston. Sus principales encargos se recibieron entre 1901 y 1938, la mayoría en estilo Beaux Arts o neoclásico.
La mayor parte del trabajo de la firma se realizó en la ciudad de Nueva York, donde la firma diseñó varios edificios públicos y comerciales notables. Entre los más famosos se encuentran el hotel neobarroco St. Regis (1904) y el edificio B. Altman and Company (1906), ambos en la Quinta Avenida; el edificio Bankers Trust Company de 37 pisos (1912) en el 14 de Wall Street ; y el edificio JP Morgan (1913), al otro lado de la calle en el 23 de Wall Street.
Su práctica se extendió a las casas adosadas en el Upper East Side de Manhattan, de las cuales quedan 41 East 65 Street (1910), 11 East 91st Street y 49 East 68th Street (1914). La New York Society Library, una biblioteca de préstamos con una larga y refinada tradición en Nueva York, se mudó a la antigua John Rogers House en 53 East 79th Street.

### Proyectos en Nueva York
- La casa de Nathaniel L. McCready (1896)[3]
- 123 East 63rd Street (1900)[4]
- St. Regis Hotel (1901-1904), 2 East 55th Street[5]
- 123 East 70th Street (1902-1903)[6]
- Hotel Knickerbocker (1902-1906), 1462-1470 Broadway[7]
- The Links Club (1902), 36 East 62nd Street[8]
- B. Altman and Company Building (1905), 351–57 Fifth Avenue[9]
- Engine Company 7, Ladder Company 1, FDNY (1905), 100 Duane Street ( punto de referencia de la ciudad de Nueva York )[10]
- John B. y Caroline Trevor House (1909-1911), 11 East 91st Street[11]
- Benson Bennett Sloan House (1910), 41 East 65th Street[12]
- Bankers Trust Company (1910-1912), 14 Wall Street[13]
- Edificio JP Morgan & Company (1913), 23 Wall Street[14]
- Casa de J. William y Margaretta C. Clark (1913-1914), 49 East 68th Street[15]
- Casa de John S. Rogers, 53 E. 79th St (1917)[16]
- Ampliación del edificio de la Bolsa de Nueva York (1923), 8 Broad Street[14]
- 44 Wall Street (1927)
- 15 Broad Street (1928)[14]
- El Planetario Hayden (1935) en el Museo Americano de Historia Natural, West 81st Street y Central Park West.[16]

- Biblioteca Pública de Jordanville (1907-1908), Jordanville, Nueva York, incluida en el Registro Nacional de Lugares Históricos (NRHP)
- The Gulf Building, ahora Gulf Tower (1932), Pittsburgh, en asociación con Edward Mellon ;
- El Capitolio del Estado de Oregón (1936-1938) en Salem, en asociación con Francis Keally, incluido en la lista del NRHP
- Cruz Roja Nacional Estadounidense, calles 17 y D, noroeste de Washington D. C. Trowbridge y Livingston, incluidas en la lista del NRHP
- Joseph F. Weis, Jr. U.S. Courthouse, Pittsburgh, Pensilvania Trowbridge y Livingston, incluidos en el NRHP